# جون سوندرز (سياسي)
جون سوندرز (بالإنجليزية: John Saunders)‏ هو محامي وسياسي بريطاني، ولد في 1590، وتوفي في 29 أبريل 1638.

## مناصب
- انتخب Member of the 1628-29 Parliament ‏ عن دائرة Reading ‏.
- انتخب Member of the 1626 Parliament ‏ عن دائرة Reading ‏.
- انتخب Member of the 1625 Parliament ‏ عن دائرة Reading ‏.
- انتخب Member of the 1624-25 Parliament ‏ عن دائرة Reading ‏.
- انتخب Member of the 1621-22 Parliament ‏ عن دائرة Reading ‏.
- انتخب عضو مجلس النواب في البرلمان البريطاني.